# Дікулешть
Дікулешть, Дікулешті (рум. Diculești) — село у повіті Вилча в Румунії. Адміністративний центр комуни Дікулешть.
Село розташоване на відстані 168 км на захід від Бухареста, 64 км на південний захід від Римніку-Вилчі, 32 км на північний схід від Крайови.

## Населення
За даними перепису населення 2002 року у селі проживали 524 особи, усі — румуни. Усі жителі села рідною мовою назвали румунську.